# Кубок африканских наций 2010
Кубок африканских наций 2010 — главный футбольный турнир Африки среди сборных команд, который проходил с 10 января по 31 января 2010 года в Анголе. Турнир проводился под эгидой CAF в 27-й раз. Победителем турнира в седьмой раз (и в третий раз подряд) стала сборная Египта.

## Отборочный турнир
Отборочный турнир к Чемпионату мира 2010, который состоялся в ЮАР, одновременно являлся и отборочным турниром к Кубку африканских наций 2010. В финальном турнире должны были принять участие 16 сборных, включая хозяйку турнира — сборную Анголы, которая на правах хозяина соревнований получила путевку напрямую. Остальные 15 участников определились по результатам отборочных игр второго группового раунда ЧМ-2010 — каждая из пяти групп делегирует на Кубок африканских наций 2010 команды, занявшие места с 1-го по 3-е.

## Участники
В Кубке африканских наций 2010 принимали участие:
- Ангола — хозяйка турнира;

Занявшие 1-3 места в группах отборочного турнира:
Группа A
- Камерун
- Габон
- Того — отказалась от участия вследствие инцидента перед началом турнира (см. Нападение на сборную Того)

Группа B
- Нигерия
- Тунис
- Мозамбик

Группа C
- Алжир
- Египет
- Замбия

группа D
- Гана
- Бенин
- Мали

группа E
- Кот-д’Ивуар
- Буркина-Фасо
- Малави

## Стадионы
| Луанда              | Бенгела                     | Кабинда                    | Лубанго                        |
| Стадион 11 ноября   | Национальный стадион Омбака | Национальный стадион Шиази | Национальный стадион Тундавала |
| Вместимость: 40 000 | Вместимость: 25 000         | Вместимость: 25 000        | Вместимость: 25 000            |
|                     |                             |                            |                                |

## Судьи
| Мохамед Бенуза Элдер Мартинш Коффи Коджия Эссам Абдель Фатах Нумандьез Дуэ Раджиндрапарсад Сичурн Коман Кулибали Халил аль-Гамди | Эдди Майе Бадара Диатта Халид Абдель Рахман Коку Джаупе Касим Беннасюр Мухмед Сегонга Дэниел Беннетт Джером Деймон |

## Жеребьёвка
Жеребьевка турнира прошла 20 ноября 2009 года в Луанде. Команды были разделены на 4 корзины, Ангола как организатор и Египет как действующий чемпион были помещены в первую корзину, остальные 14 команд были помещены в корзины в зависимости от результатов на трёх последних Кубках африканских наций. Календарь турнира был представлен 25 мая 2009 года.
| Корзина 1                         | Корзина 2               | Корзина 3               | Корзина 4                          |
| --------------------------------- | ----------------------- | ----------------------- | ---------------------------------- |
| Ангола Египет Камерун Кот-д’Ивуар | Гана Нигерия Тунис Мали | Замбия Бенин Алжир Того | Буркина-Фасо Мозамбик Габон Малави |

## Групповой этап

### Дополнительные показатели
В случае равенства очков у нескольких команд в группе использовались дополнительные показатели в следующем порядке:
1. Очки, набранные в личных встречах
2. Разница мячей в личных встречах
3. Число забитых мячей в личных встречах
4. Разница мячей
5. Число забитых мячей
6. Число жёлтых и красных
7. Жеребьёвка

### Группа A
|        | И | В | Н | П | М   | О |
| ------ | - | - | - | - | --- | - |
| Ангола | 3 | 1 | 2 | 0 | 6-4 | 5 |
| Алжир  | 3 | 1 | 1 | 1 | 1-3 | 4 |
| Мали   | 3 | 1 | 1 | 1 | 7-6 | 4 |
| Малави | 3 | 1 | 0 | 2 | 4-5 | 3 |

И — игр, В — выигрыши, Н — ничьи, П — проигрыши, М — разница мячей, О — очки
| 10 января 2010 | \| Ангола \| 4:4 (2:0) \| Мали \| \| Флавиу 36′ 42′ · Жилберту 67′ (пен.) · Манушу 74′ (пен.) \| Голы \| Кейта 79′ 90+3′ · Кануте 88′ · Ятабаре 90+4′ \| | «Стадион 11 ноября», Луанда Зрителей: 50000 Судья: Эссам Абдель Фатах |
| А:Фернандеш, Кали (к), Чара , Зуэла, Жилберту (Жильерме, 81'), Руй Маркеш, Флавиу (Лав, 83'), Деде (Джалма, 25'), Стелвиу , Мабинья, Манушу · Гл. тренер: Мануэл Жозе · М:Сидибе, Берте, Тамбура, Дьямутен, Диарра (к) , Багайоко (Ятабаре, 75'), Майга (Кейта, 34' ), Сумаре , Бакайе Траоре (Фане, 57'), Эль-Хадж Траоре , Кануте · Гл. тренер: Стивен Кеши | |                                                                       |
| Ангола | 4:4 (2:0) | Мали                                                                  |
| Флавиу 36′ 42′ · Жилберту 67′ (пен.) · Манушу 74′ (пен.) | Голы | Кейта 79′ 90+3′ · Кануте 88′ · Ятабаре 90+4′                          |

| 11 января 2010 | \| Малави \| 3:0 (2:0) \| Алжир \| \| Мвафулирва 17′ · Кафотека 35′ · Банда 49′ \| Голы \| \| | «Стадион 11 ноября», Луанда Судья: Бадара Диатта |
| М:Сануди , Чавула, Мпонда (к), Кафотека, Банда (Нгамби, 51'), Сангала, Мвакасунгула, Камвендо, Вадабва (Заказака, 77'), Мвафулирва (Мсовойя, 64'), Каньенда · Гл. тренер: Киннах Фири · А:Шауши, Халлише, Бугерра, Зауви, Мансури (к), Бельхадж, Зиани , Йебда, Матмур (Беззаз, 62'), Геззаль (Буазза, 79'), Саифи (Зиайя, 63') · Гл. тренер: Рабах Саадан |                                                                                               |                                                  |
| Малави | 3:0 (2:0)                                                                                     | Алжир                                            |
| Мвафулирва 17′ · Кафотека 35′ · Банда 49′ | Голы                                                                                          |                                                  |

| 14 января 2010 | \| Алжир \| 1:0 (1:0) \| Мали \| \| Халлиш 43′ \| Голы \| \| | «Стадион 11 ноября», Луанда Судья: Мухмед Сегонга |
| А:Шауши, Бугерра, Халиш, Лафауи, Бельхадж , Матмур (Зиайя, 90+3'), Йебда , Мансури (к), Зиани, Беззаз (Буазза, 70'), Геззаль (Саифи, 80') · Гл. тренер: Рабах Саадан · М:Диаките, Берте, Тамбура, Сумаре , Абдулайе Майга, Диарра (к), Сиссоко (Фане, 66' ), Сейду Кейта, Ндиайе (Кануте, 61'), Ятабаре (Диалло, 59'), Модибо Майга · Гл. тренер: Стивен Кеши |                                                              |                                                   |
| Алжир | 1:0 (1:0)                                                    | Мали                                              |
| Халлиш 43′ | Голы                                                         |                                                   |

| 14 января 2010 | \| Ангола \| 2:0 (0:0) \| Малави \| \| Флавиу 48′ · Манушу 54′ \| Голы \| \| | «Стадион 11 ноября», Луанда Судья: Нумандьез Дуэ |
| А:Фернандеш, Кали (к), Чара, Мабинья, Зуэла, Стельвио , Жилберто (Джамуана, 36'), Руй Маркеш, Джалма (Давид, 73') , Флавио (Мантораш, 63'), Манушу · Гл. тренер: Мануэл Жозе · М:Сануди, Кафотека, Мпонда (к), Сангала, Чавула , Мвакасунгула, Вадабва (Заказака , 57' ), Камвендо (Нгамби, 75'), Банда , Ньиренда (Мсовойя, 45'), Каньенда · Гл. тренер: Киннах Фири |                                                                              |                                                  |
| Ангола | 2:0 (0:0)                                                                    | Малави                                           |
| Флавиу 48′ · Манушу 54′ | Голы                                                                         |                                                  |

| 18 января 2010 | \| Ангола \| 0:0 \| Алжир \| | «Стадион 11 ноября», Луанда Зрителей: 40000 Судья: Джером Деймон |
| Ан:Фернандеш, Маркеш, Кали (к), Зуэла (Кайрес, 53'), Кампуш, Жилберто, Хамуана, Чара, Мабинья, Зе Каланга (Джоб, 65), Манушу (Макаба, 90') · Гл. тренер: Мануэл Жозе · Ал:Шауши, Лаифауи , Аллиш, Бугерра, Бельхадж, Мансури (к), Йебда, Матмур (Абдун, 89), Зиани, Буазза (Меньи, 68), Абдель Гезаль · Гл. тренер: Рабах Саадан |                              |                                                                  |
| Ангола | 0:0                          | Алжир                                                            |

| 18 января 2010 | \| Мали \| 3:1 (2:0) \| Малави \| \| Кануте 1′ · Кейта 3′ · Багайоко 85′ \| Голы \| Мвафулирва 58′ \| | «Национальный стадион Шиази», Кабинда Зрителей: 21000 Судья: Раджиндрапарсад Сичурн |
| Мл:Сидибе, Диамутен, Тамбура, Берте, А.Майга (Соу, 51'), С.Кейта (к), М.Сиссоко, М.Траоре (Диалло, 60'), Фане, Кануте (М.Майга, 81'), Багайоко · Гл. тренер: Стивен Кеши · Млв:Сануди, Мпонда (к), Чавула, Кафотека (Мсовойя, 53'), Сангала, Камвендо, Мвакасунгула, Банда , Каньенда (Нгамби, 71'), Мвафулирва, Вадабва (Ньондо, 46') · Гл. тренер: Киннах Фири | |                                                                                     |
| Мали | 3:1 (2:0)                                                                                             | Малави                                                                              |
| Кануте 1′ · Кейта 3′ · Багайоко 85′ | Голы                                                                                                  | Мвафулирва 58′                                                                      |

### Группа В
|                | И | В | Н | П | М   | О |
| -------------- | - | - | - | - | --- | - |
| Кот-д’Ивуар    | 2 | 1 | 1 | 0 | 3-1 | 4 |
| Гана           | 2 | 1 | 0 | 1 | 2-3 | 3 |
| Буркина-Фасо   | 2 | 0 | 1 | 1 | 0-1 | 1 |
| Того (снялась) | 0 | 0 | 0 | 0 | 0-0 | 0 |

И — игр, В — выигрыши, Н — ничьи, П — проигрыши, М — разница мячей, О — очки
| 11 января 2010 | \| Кот-д’Ивуар \| 0:0 \| Буркина-Фасо \| | «Национальный стадион Шиази», Кабинда Судья: Касим Беннасюр |
| К:Барри, Коло Туре, Бамба, Эбуэ, Тиане, Коне (Кейта, 68'), Яя Туре , Зокора, Тиоте (Диндан, 80'), Дрогба (к), Жервиньо (Калу, 73') · Гл. тренер: Вахид Халилходжич · Б:Диаките, Бакари Коне, Кулибали (Гнану, 46'), Панандетигури , Таль, Каборе, Кере (к), Роуамба, Питройпа, Ямеого (Бамого, 61'), Дагано (Юссуф Коне, 80') · Гл. тренер: Пауло Дуарте |                                          |                                                             |
| Кот-д’Ивуар | 0:0                                      | Буркина-Фасо                                                |

| 11 января 2010 | \| Гана \| матч отменён \| Того \| | «Национальный стадион Шиази», Кабинда |
| Гана           | матч отменён                       | Того                                  |

| 15 января 2010 | \| Буркина-Фасо \| матч отменён \| Того \| | «Национальный стадион Шиази», Кабинда |
| Буркина-Фасо   | матч отменён                               | Того                                  |

| 15 января 2010 | \| Кот-д’Ивуар \| 3:1 (1:0) \| Гана \| \| Куасси 23′ · Тьене 67′ · Дрогба 90′ \| Голы \| Гьян 90+3′ (пен.) \| | «Национальный стадион Шиази», Кабинда Судья: Джером Деймон |
| К:Барри , Коло Туре, Зокора , Яя Туре (Фае, 70'), Калу (Кейта, 83'), Тьоте , Жервиньо (Демель, 59'), Дрогба (к), Тьене, Эбуе , Бамба · Гл. тренер: Вахид Халилходжич · Г:Кингсон, Инкум, Агьеманг-Опоку (Аффул, 77'), Асамоа, Нарри (Эссьен, 46' (к)), Андре Айю (Гьян, 46'), Амоа, Форса, Рахим Айю, Аддо, Агьеманг-Баду · Гл. тренер: Милован Раевац | |                                                            |
| Кот-д’Ивуар | 3:1 (1:0) | Гана                                                       |
| Куасси 23′ · Тьене 67′ · Дрогба 90′ | Голы | Гьян 90+3′ (пен.)                                          |

| 19 января 2010 | \| Буркина-Фасо \| 0:1 (0:1) \| Гана \| \| \| Голы \| А. Айю 30′ \| | «Стадион 11 ноября», Луанда Зрителей: 1500 Судья: Эдди Майе |
| Б:Диаките, Талл , Б.Коне, Кулибали (Коффи, 82'), Кере (к), Панандетигуири , Каборе (Балима, 59'), Руамба, Бамого (Дагано, 72'), Питройпа, Ю.Коне · Гл. тренер: Пауло Дуарте · Г:Кингсон, Сарпей , Форса, Инкум, Аддо, Драман (Опоку, 90'+4), А.Айю, Амоа (Адиия, 78'), Гьян (Р.Айю, 86'), Асамоа, Агьеманг-Баду · Гл. тренер: Милован Раевац |                                                                     |                                                             |
| Буркина-Фасо | 0:1 (0:1)                                                           | Гана                                                        |
| | Голы                                                                | А. Айю 30′                                                  |

| 19 января 2010 | \| Кот-д’Ивуар \| матч отменён \| Того \| | «Национальный стадион Шиази», Кабинда |
| Кот-д’Ивуар    | матч отменён                              | Того                                  |

### Группа С
|          | И | В | Н | П | М   | О |
| -------- | - | - | - | - | --- | - |
| Египет   | 3 | 3 | 0 | 0 | 7-1 | 9 |
| Нигерия  | 3 | 2 | 0 | 1 | 5-3 | 6 |
| Бенин    | 3 | 0 | 1 | 2 | 2-5 | 1 |
| Мозамбик | 3 | 0 | 1 | 2 | 2-7 | 1 |

И — игр, В — выигрыши, Н — ничьи, П — проигрыши, М — разница мячей, О — очки
| 12 января 2010 | \| Египет \| 3:1 (1:1) \| Нигерия \| \| Мотеаб 34′ · Хассан 54′ · Геддо 87′ \| Голы \| Обаси 12′ \| | «Национальный стадион Омбака», Бенгела Зрителей: 18000 Судья: Раджиндрапарсад Сичурн |
| Е:Эль-Хадари, Саид, Гомаа, Фатхалла, Моавад, Хассан (к), Абд-Рабу (Геддо, 72'), Фатхи, Гали (Аль-Мохаммади, 56'), М. Зидан (Абдель-Шафи, 84'), Мотеаб · Гл. тренер: Хассан Шехата · Н:Энияма, Йобо, Тайво, Нванери , Мохамед Юсуф, Айяла Юссуф, Оби Микел (Кану, 79'), Этуху, Эду, Уче (Обинна, 70'), Айегбени (к) · Гл. тренер: Шайбу Амоду | |                                                                                      |
| Египет | 3:1 (1:1)                                                                                           | Нигерия                                                                              |
| Мотеаб 34′ · Хассан 54′ · Геддо 87′ | Голы                                                                                                | Обаси 12′                                                                            |

| 12 января 2010 | \| Мозамбик \| 2:2 (1:2) \| Бенин \| \| Лобу 29′ · Фуму 54′ \| Голы \| Омотойосси 15′ (пен.) · Хан 20′ (авт.) \| | «Национальный стадион Омбака», Бенгела Зрителей: 15000 Судья: Халид Абдель Рахман |
| М:Рафаэль, Чапанга , Хан, Дино Мексер , Пайто, Мате Жуниор, Лобо, Домингеш, Генито (Хаги, 82'), Фумо Гонсалвеш (Пелембе, 65'), Тико-Тико (к) (Данито, 90+2') · Гл. тренер: Март Нуий · Б:Джидону, Крисостом, Боко, Аденон , Сессеньон (к) , Ахуея (Куку, 57'), Имору, Сингбо, Огунбийи (Кобена, 84'), Чомого, Поте, Омотойосси · Гл. тренер: Мишель Дюссье | |                                                                                   |
| Мозамбик | 2:2 (1:2) | Бенин                                                                             |
| Лобу 29′ · Фуму 54′ | Голы | Омотойосси 15′ (пен.) · Хан 20′ (авт.)                                            |

| 16 января 2010 | \| Нигерия \| 1:0 (1:0) \| Бенин \| \| Айегбени 42′ (пен.) \| Голы \| \| | «Национальный стадион Омбака», Бенгела Зрителей: 8000 Судья: Элдер Мартинш |
| Н:Эньема, Шитту, Йобо (Апам, 55'), Эчиджеле , М. Юссуф, Этуху, Уче (Кайта, 74'), Микель, Айегбени (к) (Обинна, 59'), Одемвинги, Обаси · Гл. тренер: Шайбу Амоду · Б:Читу (Джидону, 73'), Крисостом, Аденон, Имору (Сингбо, 66'), Чомого, Боко , Сессеньон (к), Куку, Кобена (Сека, 83'), Огунбийи, Омотойосси · Гл. тренер: Мишель Дюссье |                                                                          |                                                                            |
| Нигерия | 1:0 (1:0)                                                                | Бенин                                                                      |
| Айегбени 42′ (пен.) | Голы                                                                     |                                                                            |

| 16 января 2010 | \| Египет \| 2:0 (0:0) \| Мозамбик \| \| Хан 47′ (авт.) · Геддо 81′ \| Голы \| \| | «Национальный стадион Омбака», Бенгела Зрителей: 16000 Судья: Коку Джаупе |
| Е:Эль-Хадари, Фатхи, Фатхалла, Гома, Моавад, Саид (Аль-Мухаммади, 48'), Абд-Рабу, Хассан (к), Шикабала (Геддо, 68'), М. Зидан (Эид, 57'), Мотеаб · Гл. тренер: Хассан Шехата · М:Рафаэль Джуниор, Чапанга, Дино Мехер, Хан , Пайто, Мате Жуниор, Лобо , Домингеш, Била (Данито, 87'), Тико-Тико (к) (Хаги, 68' ), Фумо Гонсалвеш (Мачайссе, 52') · Гл. тренер: Март Нуий |                                                                                   |                                                                           |
| Египет | 2:0 (0:0)                                                                         | Мозамбик                                                                  |
| Хан 47′ (авт.) · Геддо 81′ | Голы                                                                              |                                                                           |

| 20 января 2010 | \| Египет \| 2:0 (2:0) \| Бенин \| \| Аль-Мухаммади 7′ · Мотеаб 23′ \| Голы \| \| | «Национальный стадион Омбака», Бенгела Зрителей: 12500 Судья: Дэниел Беннетт |
| Е:Эль-Хадари (Аль-Сайед, 76'), Мохтазем, Аль-Мохаммади, Абдель-Шафи, Фатхалла , Эль-Сакуа (Зидан, 53'), Хассан (к), Гали, Абд-Рабу, Мотеаб, Рауф (Геддо, 67') · Гл. тренер: Хассан Шехата · Б:Джидону, Сингбо, Аденон , Крисостом, Боко, Анган (Ауду, 46'), Куку, Сека (Поте, 70'), Чомого (Ауйева, 88'), Огунбийи, Омотойосси · Гл. тренер: Мишель Дюссье |                                                                                   |                                                                              |
| Египет | 2:0 (2:0)                                                                         | Бенин                                                                        |
| Аль-Мухаммади 7′ · Мотеаб 23′ | Голы                                                                              |                                                                              |

| 20 января 2010 | \| Нигерия \| 3:0 (1:0) \| Мозамбик \| \| Одемвингие 45′ 47′ · Мартинс 86′ \| Голы \| \| | «Национальный стадион Тундавала», Лубанго Зрителей: 10000 Судья: Коман Кулибали |
| Н:Энияма, Шитту, Апам, Ува Элдерсон, Мохаммед Юссуф, Этуху (Айила Юссуф, 72'), Оби Микел, Каита, Айегбени (к) (Мартинс, 67'), Одемвингие (Нсофур, 83'), Обаси · Гл. тренер: Шайбу Амоду · М:Капанго , Паито, Лобо (Наги, 74'), Фануэль, Симао, Хан, Чапанга, Домингес , Била (Жоземар, 69'), Монтейро (Парругуе, 83'), Тико-Тико (к) · Гл. тренер: Март Нуий |                                                                                          |                                                                                 |
| Нигерия | 3:0 (1:0)                                                                                | Мозамбик                                                                        |
| Одемвингие 45′ 47′ · Мартинс 86′ | Голы                                                                                     |                                                                                 |

### Группа D
|         | И | В | Н | П | М   | О |
| ------- | - | - | - | - | --- | - |
| Замбия  | 3 | 1 | 1 | 1 | 5-5 | 4 |
| Камерун | 3 | 1 | 1 | 1 | 5-5 | 4 |
| Габон   | 3 | 1 | 1 | 1 | 2-2 | 4 |
| Тунис   | 3 | 0 | 3 | 0 | 3-3 | 3 |

И — игр, В — выигрыши, Н — ничьи, П — проигрыши, М — разница мячей, О — очки
| 13 января 2010 | \| Камерун \| 0:1 (0:1) \| Габон \| \| \| Голы \| Кузен 17′ \| | «Национальный стадион Тундавала», Лубанго Зрителей: 15000 Судья: Дэниел Беннетт |
| К:Камени, Ригобер Сонг, Александр Сонг, Бедимо (Эно, 76'), Н’Кулу, Жереми, Макун, Эмана, Н’Гемо (Чоуи, 46'), Это’О (к), Вебо (Идриссу, 64') · Гл. тренер: Поль Ле Гуэн · Г:Овоно, Амбуруе, Акуеле Манга, Мундунга, Н’Гема , Апанга, Мбанагойе (Джиссикадие, 64'), Мудамба, Кессани, Мейе (Обамеянг, 77'), Кузен (к) · Гл. тренер: Ален Жиресс |                                                                |                                                                                 |
| Камерун | 0:1 (0:1)                                                      | Габон                                                                           |
| | Голы                                                           | Кузен 17′                                                                       |

| 13 января 2010 | \| Замбия \| 1:1 (1:1) \| Тунис \| \| Дж. Муленга 19′ \| Голы \| Дауади 40′ \| | «Национальный стадион Тундавала», Лубанго Зрителей: 18000 Судья: Коман Кулибали |
| З:Мвеене, Мусонда, Кампамба, Ньигенда, Феликс Катонго, Чаманга (Майума, 84), Мбола, Калаба, Кристофер Катонго (к), Муленга, Сунзу · Гл. тренер: Эрве Ренар · Т:Матлути, Жемаль, Микари, Суисси, Хагги (к) , Корби , Рагед, Мсакни (Нафка, 90'), Дарражи (Джемаа, 62'), Дауади, Шермити (Бен-Саада, 81') · Гл. тренер: Фаузи Банзарти |                                                                                |                                                                                 |
| Замбия | 1:1 (1:1)                                                                      | Тунис                                                                           |
| Дж. Муленга 19′ | Голы                                                                           | Дауади 40′                                                                      |

| 17 января 2010 | \| Габон \| 0:0 \| Тунис \| | «Национальный стадион Тундавала», Лубанго Зрителей: 16000 Судья: Коффи Коджия |
| Г:Овоно, Апанга, Амбуруе, Манга, Кессани , Мбанангойе, Кузен (к), Мулунги (Мейе, 79'), Н’Гема (Джиссикади, 66'), Мундунга , Обамеянг · Гл. тренер: Ален Жиресс · Т:Матлути, Жмель, Хагги (к), Корби, Микари, Бен Радхья , Раге, Мсакни (Бен-Саада, 63'), Жемаа, Дауади (Нафка, 87'), Шермити (Акаиши, 70') · Гл. тренер: Фаузи Банзарти |                             |                                                                               |
| Габон | 0:0                         | Тунис                                                                         |

| 17 января 2010 | \| Камерун \| 3:2 (0:1) \| Замбия \| \| Нжитап 68′ · Это’о 72′ · Идриссу 86′ \| Голы \| Дж. Муленга 8′ · К. Катонго 81′ (пен.) \| | «Национальный стадион Тундавала», Лубанго Зрителей: 15000 Судья: Халил аль-Гамди |
| К:Камени , Ригоберт Сонг, Бедимо (Бинья, 46'), Н’Кулу, Жереми, Александр Сонг, Тчойи, Макун , Мбиа (Идриссу, 46'), Эмана (Жеджу, 76'), Это’О (к) · Гл. тренер: Поль Ле Гуэн · З:Мвеене, Мусонда (Маюка, 77'), Нирьенда, Кампамба , Феликс Катонго (Чанса, 62'), Чаманга, Мбола, Кристофер Катонго (к), Калаба (Касонде, 53'), Муленга, Сунзу · Гл. тренер: Эрве Ренар | |                                                                                  |
| Камерун | 3:2 (0:1) | Замбия                                                                           |
| Нжитап 68′ · Это’о 72′ · Идриссу 86′ | Голы | Дж. Муленга 8′ · К. Катонго 81′ (пен.)                                           |

| 21 января 2010 | \| Габон \| 1:2 (0:1) \| Замбия \| \| Ф. До Марколино 83′ \| Голы \| Калаба 28′ · Чаманга 62′ \| | «Национальный стадион Омбака», Бенгела Зрителей: 5000 Судья: Мохамед Бенуза |
| Г:Овоно, Мундунга , Бру, Манга, Амбуруе, Джиссикади (До Марколино, 78), Кессани , Мбанангой, Мулунгуй, Мейе (Обамейянг, 61), Кузен (к) · Гл. тренер: Ален Жиресс · З:Мвене, Мусонда , Сунзу, Кампамба , Мбола, Нийренда, Ф. Катонго , Калаба (Нжобву, 64), К. Катонго (к) (Химонде, 85), Чаманга, Муленга (Чивута, 79) · Гл. тренер: Эрве Ренар |                                                                                                  |                                                                             |
| Габон | 1:2 (0:1)                                                                                        | Замбия                                                                      |
| Ф. До Марколино 83′ | Голы                                                                                             | Калаба 28′ · Чаманга 62′                                                    |

| 21 января 2010 | \| Камерун \| 2:2 (0:1) \| Тунис \| \| Это’о 47′ · Н’Гемо 64′ \| Голы \| Шермити 1′ · Шеджу 63′ (авт.) \| | «Национальный стадион Тундавала», Лубанго Зрителей: 19000 Судья: Нумандьез Дуэ |
| К:Камени, Манджек, Н’Кулу, Шеджу, Бинья (Р. Сонг, 69), Макун (Вебо, 46), А. Сонг, Энох, Н’Гемо (Бикей, 90), Идриссу, Это’О (к) · Гл. тренер: Поль Ле Гуэн · Т:Матлути , Суисси, Хагги (к), Жемаль , Микари, Рагуед (Мрабет, 84), Корби , Али Нафка (Бен Сада, 51), Дауади, Жемаа , Шермити (Акаиши, 81) · Гл. тренер: Фаузи Банзарти | |                                                                                |
| Камерун | 2:2 (0:1)                                                                                                 | Тунис                                                                          |
| Это’о 47′ · Н’Гемо 64′ | Голы | Шермити 1′ · Шеджу 63′ (авт.)                                                  |

## Плей-офф
|  | Четвертьфиналы      | Четвертьфиналы      |                    |       | Полуфиналы        | Полуфиналы        |  |  | Финал               | Финал |
|  |                     |                     |                    |       |                   |                   |  |  |                     |       |
|  | 24 января — Луанда  |                     |                    |       |                   |                   |  |  |                     |       |
|  |                     |                     |                    |       |                   |                   |  |  |                     |       |
|  | Ангола              | 0                   |                    |       |                   |                   |  |  |                     |       |
|  | Ангола              | 0                   | 28 января — Луанда |       |                   |                   |  |  |                     |       |
|  | Гана                | 1                   |                    |       |                   |                   |  |  |                     |       |
|  | Гана                | 1                   | Гана               | 1     |                   |                   |  |  |                     |       |
|  | 25 января — Лубанго |                     | Гана               | 1     |                   |                   |  |  |                     |       |
|  |                     | Нигерия             | 0                  |       |                   |                   |  |  |                     |       |
|  | Замбия              | Нигерия             | 0                  | 0 (4) |                   |                   |  |  |                     |       |
|  | Замбия              |                     | 31 января — Луанда | 0 (4) |                   |                   |  |  |                     |       |
|  | Нигерия             | 0 (5)               |                    |       |                   |                   |  |  |                     |       |
|  | Нигерия             | 0 (5)               | Гана               | 0     |                   |                   |  |  |                     |       |
|  | 24 января — Кабинда |                     | Гана               | 0     |                   |                   |  |  |                     |       |
|  |                     | Египет              | 1                  |       |                   |                   |  |  |                     |       |
|  | Кот-д’Ивуар         | Египет              | 1                  | 2     |                   |                   |  |  |                     |       |
|  | Кот-д’Ивуар         | 28 января — Бенгела |                    | 2     |                   |                   |  |  |                     |       |
|  | Алжир               | 3                   |                    |       |                   |                   |  |  |                     |       |
|  | Алжир               | 3                   | Алжир              | 0     | Матч за 3-е место | Матч за 3-е место |  |  |                     |       |
|  | 25 января — Бенгела |                     | Алжир              | 0     | Матч за 3-е место | Матч за 3-е место |  |  |                     |       |
|  |                     | Египет              | 4                  |       |                   |                   |  |  |                     |       |
|  | Египет              | Египет              | 4                  | 3     | Нигерия           | 1                 |  |  |                     |       |
|  | Египет              |                     |                    | 3     | Нигерия           | 1                 |  |  |                     |       |
|  | Камерун             | 1                   |                    | Алжир | 0                 |                   |  |  |                     |       |
|  | Камерун             | 1                   |                    |       | 0                 |                   |  |  |                     |       |
|  |                     |                     |                    |       |                   |                   |  |  | 30 января — Бенгела |       |
|  |                     |                     |                    |       |                   |                   |  |  |                     |       |

### 1/4 финала
| 24 января 2010 | \| Ангола \| 0:1 (0:1) \| Гана \| \| \| Голы \| Гьян 16′ \| | «Стадион 11 ноября», Луанда Зрителей: 22000 Судья: Мохамед Бенуза |
| · А:Фернандеш, Кали (к), Чара, Зуэла (Эноке 76), Жилберту (Зе Каланга 73), Джалма, Маркеш, Флавиу, Стелвиу (Жоб, 57'), Мабинья , Манушу · Гл. тренер: Мануэл Жозе · Г:Кингсон (к), Сарпей, Гьян (Амоа , 62), Инкум, Агьеманг-Опоку , Асамоа, Адди, А. Айю (И. Айю), Ворса, Агьеманг-Баду, Драмани (Аддо 79) · Гл. тренер: Милован Раевац |                                                             |                                                                   |
| Ангола | 0:1 (0:1)                                                   | Гана                                                              |
| | Голы                                                        | Гьян 16′                                                          |

| 24 января 2010 | \| Кот-д’Ивуар \| 2:3 д.в. (1:1, 2:2) \| Алжир \| \| Калу 4′ · Кейта 89′ \| Голы \| Матмур 40′ · Бугерра 90+2′ · Буазза 92′ \| | «Национальный стадион Шиази», Кабинда Зрителей: 10000 Судья: Эдди Майе |
| · К:Барри, К. Туре, Бамба, Демель, Жервиньо, Тьене, Я. Туре , Тьоте (Фаэ, 72'), Зокора (Диндан, 96'), Дрогба (к), Калу (Кейта, 83') · Гл. тренер: Вахид Халилходжич · А:Шауши, Бельхадж, Бугерра , Яхья (Рао, 86), Халлиш, Зиани (Абдун, 106), Йебда, Мансури (к), Матмур , Меньи (Буазза, 91), Геззал · Гл. тренер: Рабах Саадан | |                                                                        |
| Кот-д’Ивуар | 2:3 д.в. (1:1, 2:2) | Алжир                                                                  |
| Калу 4′ · Кейта 89′ | Голы | Матмур 40′ · Бугерра 90+2′ · Буазза 92′                                |

| 25 января 2010 | \| Египет \| 3:1 д.в. (1:1, 1:1) \| Камерун \| \| Хассан 37′ 95′ · Геддо 92′ \| Голы \| Эмана 26′ \| | «Национальный стадион Омбака», Бенгела Зрителей: 12000 Судья: Джером Деймон |
| · Е:Эль-Хадари, Саид, Гомаа , Моавад , Аль-Мохаммади , Фатхалла, Фатхи, Хассан (к) (Абдельшафи, 118), Абд-Рабу (Гали, 85'), Зидан (Геддо, 67'), Мотеаб · Гл. тренер: Хассан Шехата · К:Камени, А.Сонг, Бедимо (Бикей, 106'), Н'Кулу , Джереми (Эфлолу, 105'), Эмана (Вебо, 88'), Эйонг, Шеджу, Манджек , Это'О (к), Идриссу · Гл. тренер: Поль Ле Гуэн | |                                                                             |
| Египет | 3:1 д.в. (1:1, 1:1)                                                                                  | Камерун                                                                     |
| Хассан 37′ 95′ · Геддо 92′ | Голы                                                                                                 | Эмана 26′                                                                   |

| Замбия | 0:0 д.в. (0:0, 0:0) | Нигерия |

| Серия пенальти:                                 |     |                                                |
| Чивута · К. Катонго · Маюка · Нирьенда · Мвеене | 4:5 | Микел · Мартинс · Обинна · Одемвингие · Эньема |

### 1/2 финала
| 28 января 2010 | \| Гана \| 1:0 (1:0) \| Нигерия \| \| Гьян 21′ \| Голы \| \| | «Стадион 11 ноября», Луанда Зрителей: 7500 Судья: Дэниел Беннетт |
| · Г:Кингсон (к), Сарпей (И.Айю, 53'), Форса, Инкум , Адди, А.Айю, Аннан , Гьян (Амоа, 85'), Асамоа, Агьеманг, Опоку (Драмани , 35') · Гл. тренер: Милован Раевац · Н:Эньема, Шитту, Нванери, Эчижиле, М. Юссуф (Одиа, 80'), А. Юссуф (Обинна, 67'), Оби Микель, Кайта, Мартинс, Одемвинги (к) (Айегбени, 71'), Обаси · Гл. тренер: Шайбу Амоду |                                                              |                                                                  |
| Гана | 1:0 (1:0)                                                    | Нигерия                                                          |
| Гьян 21′ | Голы                                                         |                                                                  |

| 28 января 2010 | \| Алжир \| 0:4 (0:1) \| Египет \| \| \| Голы \| Абд-Рабу 39′ (пен.) · Зидан 65′ · Абдель-Шафи 80′ · Геддо 90+2′ \| | «Национальный стадион Омбака», Бенгела Зрителей: 25000 Судья: Коффи Коджия |
| · А:Шауши (87'), Бельхадж (70'), Бугерра, Аллиш (38'), Яхья, Йебда, Мансури (к), Меньи (Лаифаоуи, 67'), Зиани, Абдель Гезаль (Земмамучи, 89'), Матмур (Абдун, 75') · Гл. тренер: Рабах Саадан · Е:Эль Хадари, Аль-Мухаммади, Фатхалла (Геддо, 59'), Гомаа, Моавад (Абдельшафи, 78'), Фатхи, Саид, Хассан (к), Абд Рабу, М. Зидан, Мотеаб (Гали, 52') · Гл. тренер: Хассан Шехата | |                                                                            |
| Алжир | 0:4 (0:1) | Египет                                                                     |
| | Голы | Абд-Рабу 39′ (пен.) · Зидан 65′ · Абдель-Шафи 80′ · Геддо 90+2′            |

### Матч за 3-е место
| 30 января 2010 | \| Нигерия \| 1:0 (0:0) \| Алжир \| \| Обинна 55′ \| Голы \| \| | «Национальный стадион Омбака», Бенгела Зрителей: 15000 Судья: Бадара Диатта |
| · Н:Эньема, Одиа, Шитту, Оньекачи, Тайво, Кайта, Кану (к) (Оби Микел, 78'), Олофинджана, Обинна, Эду (Одемвинги, 81'), Уче (Мартинс, 65') · Гл. тренер: Шайбу Амоду А:Земмамучи, Рао, Зоуи , Бугерра, Бабуче, Мансури (к), Йебда, Буазза (Абдун, 59'), Меньи (Зиайя, 59'), Зиани, Абдель Гезаль (Саифи, 85') · Гл. тренер: Рабах Саадан |                                                                 |                                                                             |
| Нигерия | 1:0 (0:0)                                                       | Алжир                                                                       |
| Обинна 55′ | Голы                                                            |                                                                             |

### Финал
| 31 января 2010 | \| Гана \| 0:1 (0:0) \| Египет \| \| \| Голы \| Геддо 85′ \| | «Стадион 11 ноября», Луанда Зрителей: 45000 Судья: Коман Кулибали |
| · Г:Кингсон (к), Инкум, Ворса, Эдди, Сарпей, Агьеманг-Баду, А. Айю, Асамоа, Аннан, Агьеманг-Опоку (Аддо, 89'), Гьян (Адийя, 87') · Гл. тренер: Милован Раевац Е:Эль-Хадари, Фатхи (Салем, 89'), Саид, Гомаа, Эль-Мохамади , Моавад (Абдельшафи, 57'), Абд-Рабу, Гали , Хассан (к), Зидан, Мотеаб (Гедо, 70') · Гл. тренер: Хассан Шехата |                                                              |                                                                   |
| Гана | 0:1 (0:0)                                                    | Египет                                                            |
| | Голы                                                         | Геддо 85′                                                         |

## Чемпион
| Кубок африканских наций 2010 |
| Египет Седьмой титул         |

## Награды

### Лучший игрок
- Ахмед Хассан

### Лучший вратарь
- Эссам Аль-Хадари

### ПризFair Play
- Ахмед Фатхи

### Лучший бомбардир
- Геддо

### Открытие турнира
- Геддо

### Символическая сборная турнира по версии САF
| Вратарь - Эссам Аль-Хадари Защитники - Маджид Бугерра - Ваэль Гомаа - Жозе Педру Алберту Полузащитники - Ахмед Фатхи - Питер Одемвингие - Александр Сонг - Ахмед Хассан Нападающие - Асамоа Гьян - Мохаммед Зидан - Флавиу | Запасные - Ричард Кингсон - Геддо - Эммануэль Мбола - Карим Зиани - Ашиль Эмана - Квадво Асамоа - Сейду Кейта - Андре Айю - Эрик Мулунги - Чинеду Обаси - Саломон Калу - Джейкоб Муленга |

## Бомбардиры
В скобках — число голов с пенальти
| 5 голов - Геддо 3 гола - Флавиу - Ахмед Хассан - Сейду Кейта - Асамоа Гьян (1) 2 гола - Манушу (1) - Эмад Мотеаб - Джейкоб Муленга - Самуэль Это’о - Рассел Мвафулирва - Фредерик Кануте - Питер Одемвингие | 1 гол - Амер Буазза, Маджид Бугерра, Карим Матмур, Рафик Халиш - Жилберту (1) - Разак Омотойосси (1) - Даниэль Кузен, Фабрис До Марколино - Андре Айю - Мохаммед Зидан, Ахмед аль-Мухаммади, Хосни Абд-Рабу (1), Мохаммед Абдель-Шафи - Рейнфорд Калаба, Кристофер Катонго (1), Джеймс Чаманга - Ландри Н'Гемо, Жереми Нжитап, Мохамаду Идриссу, Ашиль Эмана - Дидье Дрогба, Саломон Калу, Абдул Кейта, Жерве Яо Куасси, Сиака Тьене - Дави Банда, Элвис Кафотека - Мамаду Багайоко, Мустафа Ятабаре - Алмиру Лобо, Фуму - Якубу Айегбени (1), Обафеми Мартинс, Чинеду Обаси, Виктор Обинна - Зухейр Дауади, Амин Шермити Автоголы - Дариу Хан (2 — в матчах с Бенином и Египтом) - Орельен Шеджу (в матче с Тунисом) |

## Нападение на сборную Того
8 января 2010 года группировкой ангольских сепаратистов FLEC был обстрелян автобус, перевозивший сборную Того. Водитель автобуса был убит, впоследствии также умерли помощник тренера и член пресс-службы сборной . Девять человек получили ранения различной степени тяжести. В том числе, были ранены 2 игрока сборной — Серж Акакпо и Коджови Обилале. Сборная Того после инцидента снялась с соревнования, однако впоследствии игроки решили, что всё-таки примут участие в турнире. Тем не менее, по указанию правительства Того, сборной пришлось покинуть Анголу. Сборная Того была официально снята с соревнования
Представители английского клуба «Портсмут» выступил с заявлением о том, что если гарантий безопасности для футболистов предоставлено не будет, то «Портсмут» будет настаивать на возвращении Нванкво Кану, Аруны Диндана, Надира Бельхаджа и Хассана Йебды в расположение клуба.
Пресс-атташе Африканской конфедерации футбола Сулейман Хабубу заявил: «Безопасность игроков — наш главный приоритет, но этот инцидент не помешает проведению турнира».
Впоследствии КАФ оштрафовала федерацию футбола Того на 50 тысяч долларов и дисквалифицировала сборную на два следующих розыгрыша КАН за вмешательство правительства в футбол. Это решение вызвало возмущение правительства Того, воспринявшего его как оскорбление памяти погибших в результате нападения.
И всё же 7 мая 2010 года благодаря усилиям президента ФИФА Зеппа Блаттера решение о дисквалификации сборной Того было отменено. Таким образом, команда Того примет участие в Кубке африканских наций в 2012 и 2013 годах.